# 贸易争端
贸易争端在当一个成员国采取贸易政策措施或采取行动时，一个或多个成员国认为违反WTO协定或未能履行义务时发生。加入世贸组织后，各成员国一致认为，如果他们认为成员违反贸易规则，他们将采用多边解决争端的制度，而不是单方面采取行动——这必须遵守商定的程序（Dispute Settlement Understanding）并尊重判决，主要由负责裁决争端的WTO机构争端解决委员会（Dispute Settlement Board，DSB）负责。